# 二百周年秘鲁

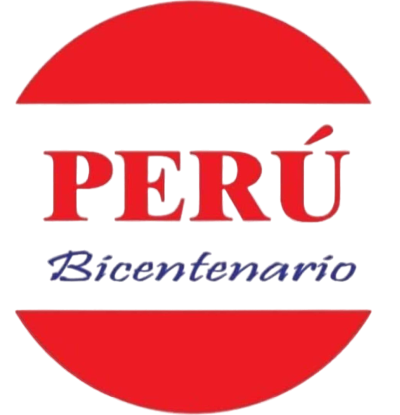
二百周年秘鲁标志

二百周年秘鲁（西班牙語：Perú Bicentenario）是一个已不存在的秘鲁共和国国会左翼议会党团。该党团成立于2022年6月8日，由自由秘鲁的5名议员组成。该党团宣称保持独立立场，但支持时任总统佩德罗·卡斯蒂略的行动。2024年7月22日，该党团解散。